# مونتگومری (ایلینوی)
مونتگومری (به انگلیسی: Montgomery) یک منطقهٔ مسکونی در ایالات متحده آمریکا است که در ایلینوی واقع شده‌است. مونتگومری ۲۴٫۷۲ کیلومتر مربع مساحت و ۲۰٬۲۶۲ نفر جمعیت دارد و ۲۰۲٫۰۸ متر بالاتر از سطح دریا واقع شده‌است.